# Paul Bartsch
Aquest autor és citat en taxonomia animal amb el nom «Bartsch».
Paul Bartsch, (Tuntschendorf, Silèsia, 14 d'agost del 1871-McLean (Virgínia), Estats Units d'Amèrica, 24 d'abril del 1960) fou un zoòleg americà conegut pels seus estudis sobre mol·luscs. És considerat com un dels darreres grans «taxonomistes de la malacologia».

## Biografia
Fou fill d'emigrants alemanys originaris de Silèsia (avui a Polònia) que van establir-se a Missouri quan tenia deu anys. Ja de jove, s'interessava a les ciències naturals i va començar un petit museu personal d'ocells i de pells, que tenia uns dos mil exemplars quan va començar els seus estudis universitaris a la Universitat d'Iowa.

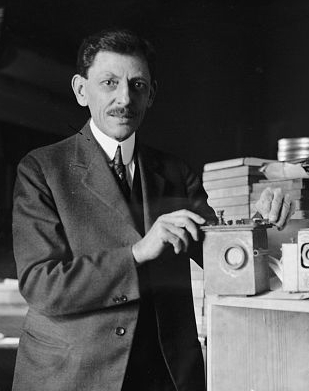
Bartsch i la seva càmera subaquàtica

Tot i el seu interés per a l'ornitologia, William Healey Dall va convidar-lo el 1896 com el seu assistent al departament de mol·luscs de la Smithsonian Institution. Va ser professor a la Universitat George Washington intermitent, com que preferia dedicar-se a la recerca. El 1901 va esdevenir docent en histologia a la Universitat de Howard, igualment a Washington, i un any més tard va ser promogut director del laboratori de fisiologia idocent de zoologia, un càrrec que va executar durant 37 anys. El 1902 va introduir el mètode d'anellament d'ocells científic als Estats Units.
El 1914 va succeir a Dall com a curator de la National Collection of Mollusks al Museu Nacional d'Història Natural de la Smithsonian Institution, un càrrec que va continuar fins a la seva jubilació el 1945. El 1922 van inventar una de les primeres càmeres de fotografia subaquàtica. El 1956 es va retreur al seu casal rural a Fort Belvoir a Virgínia, que va transformar en un parc natural. Va cedir el seu arxiu a la Universitat de Washington.
Unes gèneres de mol·luscs que va descriure
- Neoteredo, Psiloteredo, Nototeredo, Teredora

## Obres principals
- A Monograph of West American Pyramidellid Mollusks (Llibre electrònic) (en anglès).  Washington: Governmental Print Office, 1909, p. 141., amb William Healey Dall
- Experiments in the breeding of cerions (Llibre electrònic) (en anglès).  Washington: Carnegie Institution of Washington, 1920.,
- «A classification of the American operculate land mollusks of the family Annulariidae» (en anglès). Proceedings of the United States National Museum, vol. 58, 1920, pàg. 49-82., amb John Brooks Henderson
- Fishes and shells of the Pacific world (en anglès).  Nova York: The Macmillan Company., 1945, p. 202., amb John Treadwel Nichols